# Pluot

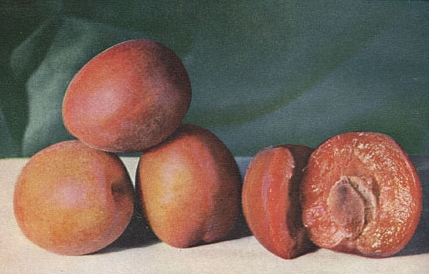
Pluot

Pluots, Apriums, Apriplums und Plumcots sind Kreuzungen zwischen Chinesischer Pflaume oder Kirschpflaume oder Hybriden aus diesen beiden und Aprikose. Plumcots und Apriplums sind Hybriden erster Generation. Pluots und Apriums entstehen erst durch Züchtungen nach mehreren Generationen (Sortenbildung). Die Früchte zeichnen sich dadurch aus, dass sie besonders süß sind und kleine Kerne haben.

## Plumcots/Apriplums
In der Natur kommen Plumcots und Apriplums seit Hunderten von Jahren in allen Teilen der Welt vor, in denen sowohl Pflaumen als auch Aprikosen wachsen. Der Name Plumcot wurde von Luther Burbank eingebracht.

## Pluots
Pluots weisen eine glatte Oberfläche auf, die, wie das Fruchtfleisch, stark an Pflaumen erinnert. Pluots wurden im späten zwanzigsten Jahrhundert von Floyd Zaiger entwickelt. „Pluot“ ist ein eingetragenes Warenzeichen von Zaiger’s Genetics.

## Apriums
Apriums sind komplexe Züchtungen, welche mehr Aprikoseneinflüsse zeigen, da drei der Bäume der Großelterngeneration Aprikosen sind. „Aprium“ ist ein eingetragenes Warenzeichen von Zaiger’s Genetics.